# 色姆布·贡其格苏姆拉
色姆布·贡其格苏姆拉（羅馬化：Sembiin Gonchigsumlaa，1915年2月18日—1991年2月25日），蒙古国最重要的古典音乐作曲家之一。出生于蒙古国巴彦洪戈尔省，早年曾前往苏联伊尔库茨克学兽医，后来因音乐天赋突出，于1943年被派往莫斯科学习音乐。回国后曾从事乐队指挥等工作，1957年起担任蒙古国音乐家协会主席。贡其格苏姆拉的创作风格深受俄、苏浪漫主义、社会主义现实主义以及民族乐派的影响，并且富有蒙古民族特色。代表作包括五部交响曲和歌剧《真理》等，他还是蒙古国最早创作芭蕾音乐的作曲家，舞剧作品包括《森吉德玛》《冈呼亚格》等。1991年在乌兰巴托去世。